# PriPara
PriPara (プリパラ?, Puri Para), contrazione di Prism Paradise (プリズムパラダイス?, Purizumu Paradaisu), è un media franchise giapponese prodotto da Takara Tomy, spin-off del franchise di Pretty Rhythm. Consiste in un videogioco arcade lanciato nel 2014 e in una serie televisiva anime prodotta da Tatsunoko Production e andata in onda su TV Tokyo dal 5 luglio 2014 al 28 marzo 2017; le esibizioni sono realizzate utilizzando l'animazione al computer.
Un sequel con protagoniste diverse, intitolato Idol Time PriPara, è stato trasmesso su TV Tokyo dal 4 aprile 2017 al 27 marzo 2018.
Una serie di film cinematografici è uscita col primo dal titolo Gekijō-ban PriPara: Mi~nna atsumare! Prism☆Tours (劇場版プリパラ み～んなあつまれ！プリズム☆ツアーズ?) il 7 marzo 2015, il secondo intitolato Tobidasu PriPara: Mi~nna de mezase! Idol☆GrandPrix (とびだすプリパラ み～んなでめざせ！アイドル☆グランプリ?) il 24 ottobre 2015, il terzo intitolato Eiga PriPara: Minna no akogare♪ Let's Go☆PriParis (映画プリパラ みんなの憧れ♪レッツ・ゴー☆プリパリ?) il 12 marzo 2016 e il quarto Gekijōban PriPara: Mi~nna de kagayake! Kirarin☆Star Live (劇場版プリパラ み～んなで輝け！キラリン☆スターライブ?) il 4 marzo 2017.

## Trama

### Prima stagione
Laala Manaka è una ragazzina che frequenta la quinta elementare alla Paprika Academy. Come la maggior parte delle ragazze, ammira il mondo di PriPara, uno sport che mette alla prova il canto, la danza e la moda. Sfortunatamente per lei, la sua scuola non consente agli studenti di parteciparvi; tuttavia, attraverso circostanze miracolose, Laala passa l'audizione per diventare una idol.

### Seconda stagione
Nel parco divertimenti PriPara una nuova attrazione è stata aperta, il Dream Theater, che apre il via alla PriPara Dream Parade. Tutte le idol dovranno ora sfidarsi in quattro Dream Idol Grand Prix stagionali a gruppi di cinque per collezionare tutti i Dream Parade Coords. Debuttano in questa stagione Aroma Kurosu e Mikan Shiratama, Fuwari Midorikaze, Hibiki Shikyoin ed Ajimi Kiki.

### Terza stagione
Il Divine Idol Grand Prix è iniziato ed ogni idol riceve un gioiello che fa aggiornare il proprio microfono. Mentre Meganii scopre che la dea delle idol Jewlie è scomparsa, una misteriosa neonata, Jewlulu, cade dal cielo e si affeziona a Laala. Intanto un nuovo gruppo di idol appare: le Triangle. Debuttano in questa stagione Non Manaka, Chili Tsukikawa e Pepper Taiyō.

## Personaggi

### Idol

#### SoLaMi Smile
Laala Manaka (真中 らぁら?, Manaka Rāra)
Doppiata da: Himika Akaneya (ed. giapponese)
Protagonista della serie, è una bambina al quinto anno delle scuole elementari dell'Accademia Paprika nella prima stagione, dalla seconda passa al sesto anno. È allegra ed energica e dice spesso la parola "Capito" quando le viene affidato un incarico. Non è portata per lo studio, ama mangiare, e viene spesso punita da Mirei quando infrange le regole della scuola. Secondo Kuma e Falulu, Laala possiede la leggendaria Prism Voice, una voce sublime e misteriosa. In PriPara il suo aspetto cambia radicalmente in quanto diventa molto più alta, i capelli le crescono e si raccolgono in due lunge code ai lati della testa. Ammira molto Sophy e vorrebbe diventare famosa come lei. Il suo nome è ispirato alla sesta nota del solfeggio "La", mentre il suo cognome fa riferimento al punto cardinale del centro. È una idol di tipo Lovely il cui brand preferito è Twinkle Ribbon. È nata il 20 novembre e il suo cibo preferito sono la pizza e i dagashi.
Mirei Minami (南 みれぃ?, Minami Mirei)
Doppiata da: Yū Serizawa (ed. giapponese)
È una idol vivace che diventa subito amica di Laala non appena entra a PriPara per la prima volta. La sua farse simbolo è "Pop, Step, Get You!" e finisce le sue frasi con l'intercalare "~pri!". Al di fuori di PriPara è la severa presidentessa del comitato disciplinare dell'Accademia Paprika. Ha due anni in più di Laala e la punisce spesso per infrangere le regole della scuola. Nella vita reale i suoi capelli ed i suoi occhi sono castani, mentre in PriPara diventa bionda e i suoi occhi si colorano di azzurro; scompaiono inoltre anche i suoi occhiali. Possiede un'accesa rivalità contro Sion. Il suo nome è ispirato alla terza nota del solfeggio "Mi", mentre il suo cognome fa riferimento al punto cardinale del sud. È una idol di tipo Pop il cui brand preferito è Candy à la Mode. È nata il 1º ottobre e il suo cibo preferito è il melonpan.
Sophy Hōjō (北条 そふぃ?, Hōjō Sofi)
Doppiata da: Miyu Kubota (ed. giapponese)
Una idol famosa di PriPara che frequenta la stessa scuola di Laala ma con tre anni in più di lei. È nata con un corpo molto debole e perciò si stanca facilmente. Per potersi esibire e per mantenere il suo aspetto elegante e composto si nutre di prugne salate, da lei chiamate "Red Flash", che le donano energia. Dopo aver conosciuto Laala decide di proseguire con le sue forze il suo cammino per diventare una idol di successo e si unisce alle SoLaMi Smile. Il suo nome è ispirato alla quinta nota del solfeggio "Sol", mentre il suo cognome fa riferimento al punto cardinale del nord. È una idol di tipo Cool il cui brand preferito è Holic Trick. È nata il 30 luglio e il suo cibo preferito sono le prugne salate.

#### Dressing Pafé
Sion Tōdō (東堂 シオン?, Tōdō Shion)
Doppiata da: Saki Yamakita (ed. giapponese)
È una studentessa dell'Accademia Paprika. Ha la stessa età di Mirei ma frequenta una classe differente. Calma all'apparenza, Sion è conosciuta per essere una campionessa nazionale di Go, ritiratasi dalle scene poiché considerata imbattibile. Ha iniziato ad essere una idol con l'obiettivo di battere le SoLaMi Smile. È solita risolvere i suoi problemi immaginando di giocare una partita a Go, e detiene un'accesa rivalità contro Mirei. Il suo nome è ispirato alla quinta nota del solfeggio "Si", mentre il suo cognome fa riferimento al punto cardinale dell'est. È una idol di tipo Cool il cui brand preferito è Baby Monster. È nata il 5 gennaio e il suo cibo preferito sono i daifuku.
Dorothy e Reona West (ドロシーとレオナ・ウェスト?, Doroshī to Reona Uesuto)
Doppiati da: Azuki Shibuya e Yuki Wakai (ed. giapponese)
Sono due gemelle con origini per metà canadesi frequentanti l'Academia Paprika ma, mentre Dorothy è nella stessa classe di Mirei, Reona frequenta invece la stessa di Sion. Nell'episodio 18 è stato rivelato che Reona in realtà è una ragazza trans e frequenta la scuola con l'uniforme maschile pur essendo femmina. Mentre Dorothy è più estroversa e impulsiva, Reona è femminile e timida, e dipende molto dalla sorella. Quando parlano sono solite inserire parole inglesi nelle loro frasi. Le loro frasi simbolo sono rispettivamente "Tension Max!" per Dorothy e "(Tension) Relax!" per Reona. Il loro nome è ispirato alle prime due note del solfeggio "Do" e "Re", mentre il loro cognome fa riferimento al punto cardinale dell'ovest. Sono due idol di tipo Pop e il loro brand preferito è Fortune Party. Sono nate il 2 febbraio. Il cibo preferito di Dorothy è il monjayaki, mentre quello di Reona è il parfait alla fragola.

#### Aromageddon/Gaarmageddon
Aroma Kurosu (黒須 あろま?, Kurosu Aroma)
Doppiata da: Yui Makino (ed. giapponese)
Mikan Shiratama (白玉 みかん?, Shiratama Mikan)
Doppiata da: Yui Watanabe (ed. giapponese)
Gaaruru (ガァルル?, Gaaruru)
Doppiata da: Asami Sanada (ed. giapponese)

#### Tricolore
Hibiki Shikyoin (紫京院 ひびき?, Shikyoin Hibiki)
Doppiata da: Mitsuki Saiga (ed. giapponese)
Falulu (ファルル?, Faruru)
Doppiata da: Chinatsu Akasaki (ed. giapponese)
Fuwari Midorikaze (緑風 ふわり?, Midorikaze Fuwari)
Doppiata da: Azusa Sato (ed. giapponese)

#### Nonsugar
Non Manaka (真中 のん?, Manaka Non)
Doppiata da: Minami Tanaka (ed. giapponese)
Chili Tsukikawa (月川 ちり?, Tsukikawa Chiri)
Doppiata da: Nichika Omori (ed. giapponese)
Pepper Taiyō (太陽 ペッパー?, Taiyō Peppā)
Doppiata da: Nanami Yamashita (ed. giapponese)

#### Altre idol
Cosmo Hōjō (北条 コスモ?, Hōjō Kosumo)
Doppiata da: Nozomi Yamamoto (ed. giapponese)
Ajimi Kiki (黄木 あじみ?, Kiki Ajimi)
Doppiata da: Reina Ueda (ed. giapponese)
Meganee Akai (赤井 めが姉ぇ?, Akai Meganee)
Doppiata da: Kanae Itō (ed. giapponese)
Jewlie (ジュリィ?, Jurī)
Doppiata da: Reina Ueda (ed. giapponese)
Janis (ジャニス?, Janisu)
Doppiata da: Aki Toyosaki (ed. giapponese)

### Mascot Manager
Kuma (クマ?, Kuma)
Doppiato da: Chihiro Suzuki (ed. giapponese)
Usagi (ウサギ?, Usagi)
Doppiato da: Takuma Terashima (ed. giapponese)
Unicorn (ユニコン?, Yunikon)
Doppiata da: Ikue Ōtani (ed. giapponese)
Neko (ネコ?, Neko)
Doppiata da: Hiromi Konno (ed. giapponese)
Toriko (トリコ?, Toriko)
Doppiata da: Rikako Aikawa (ed. giapponese)
Usacha (ウサチャ?, Usacha)
Doppiata da: Sumire Morohoshi (ed. giapponese)
Ham (ハム?, Hamu)
Doppiato da: Makoto Furukawa e Hirofumi Nojima (Minna no akogare Let's Go PriPari) (ed. giapponese)

### Personaggi secondari
Meganii Akai (赤井 めが兄ぃ?, Akai Meganii)
Doppiato da: Jun'ichi Suwabe (ed. giapponese)
Risa Manaka (真中 りさ?, Manaka Risa)
Doppiata da: Rei Sakuma e Madoka Yonezawa (Himeka) (ed. giapponese)
Gloria Ookanda (大神田 グロリア?, Ookanda Guroria)
Doppiata da: Urara Takano e Minami Tsuda (Sugar) (ed. giapponese)
Nao Ehime (愛媛 なお?, Ehime Nao)
Doppiata da: Yoshino Nanjou (ed. giapponese)
Chanko Nabeshima (鍋島 ちゃん子?, Nabeshima Chanko)
Doppiata da: Chinatsu Akasaki (ed. giapponese)
Haruki Amamiya (雨宮 春希?, Amamiya Haruki)
Doppiato da: Yuta Kasuya (ed. giapponese)
Rei Andō (安藤 玲?, Andō Rei)
Doppiato da: Takuma Terashima (ed. giapponese)
Nanami Shiroi (白井 ななみ?, Shiroi Nanami)
Doppiata da: Yoshino Nanjou (ed. giapponese)
Saints (セインツ?, Seintsu)

## Anime

### Episodi
| Nº                            | Titolo italiano (traduzione letterale) Giapponese 「Kanji」 - Rōmaji | In onda           | In onda |
| Nº                            | Titolo italiano (traduzione letterale) Giapponese 「Kanji」 - Rōmaji | Giapponese        |         |
| Prima stagione (38 episodi)   | |                   |         |
| 1                             | Ho iniziato ad essere un'idol! 「アイドル始めちゃいました！」 - Aidoru hajimechaimashita!                                                                                  | 5 luglio 2014     |         |
| 2                             | Non puoi infrangere una promessa, Pri- 「約束やぶっちゃダメぷりっ」 - Yakusoku yabuccha dame Puri-                                                                         | 12 luglio 2014    |         |
| 3                             | Lo scioglimento del team? Un problema-kuma~! 「チーム解散？困るクマ～！」 - Chīmu kaisan? Komaru-kuma~!                                                                    | 19 luglio 2014    |         |
| 4                             | Capito! Incoraggiamento For You 「かしこま！元気 Ｆｏｒ Ｙｏｕ」 - Kashikoma! Genki For You                                                                                | 26 luglio 2014    |         |
| 5                             | Io voglio cantare con Sophy! 「あたし、そふぃさんと歌いたいワニ！」 - Atashi, Sofi-san to utaitai wa ni!                                                                   | 2 agosto 2014     |         |
| 6                             | Obiezione? Laala viene a casa mia-Pri! 「異議あり？らぁらがウチ二やってきたっぷり！」 - Igiari? Raara ga uchi ni yattekitappuri!                                           | 9 agosto 2014     |         |
| 7                             | Alla ricerca del Red Flash… 「レッドフラッシュを探して⋯」 - Reddo Furasshu wo sagashite…                                                                                   | 16 agosto 2014    |         |
| 8                             | Batticuore! Estate! Costumi da bagno! Capito in piscina♪ 「ドキドキ！夏だ！水着だ！プールでかしこまっ♪」 - Dokidoki! Natsu da! Mizugi da! Pūru de kashikoma♪               | 23 agosto 2014    |         |
| 9                             | Emozionante incontro tra idol! 「ときめきアイドル大集合！」 - Tokimeki aidoru daishūgō!                                                                                    | 30 agosto 2014    |         |
| 10                            | Lovely Live colorato d'autunno 「秋色ラブリーライブ」 - Aki-iro Raburī Raibu                                                                                               | 6 settembre 2014  |         |
| 11                            | Che fare? Che succederà!? Il terzo membro!!! 「どうする？どうなる！？三人目！！！」 - Dōsuru? Dōnaru!? Sanninme!!!                                                         | 13 settembre 2014 |         |
| 12                            | Apri le ali, Sophy! 「はばたけ、そふぃ！」 - Habatake, Sofi! | 20 settembre 2014 |         |
| 13                            | Guarda il cielo e sorridi ♡ L'annuncio del nome del team! 「空見て笑って♡チーム名発表！」 - Sora mite waratte ♡ Chīmu mei happyō!                                          | 27 settembre 2014 |         |
| 14                            | Appaiono le rivali! Igo, piacere!! 「ライバル登場！イゴ、よろしく！！」 - Raibaru tōjō! Igo, yoroshiku!!                                                                   | 4 ottobre 2014    |         |
| 15                            | Situazione critica? Sion VS Mirei-Pri! 「一触即発？シオンＶＳみれぃぷりっ！」 - Isshoku sokuhatsu? Sion VS Mirei-puri!                                                     | 11 ottobre 2014   |         |
| 16                            | Esclusivo! Il segreto di Laala è stato scoperto!? 「特ダネ！らぁらのヒミツばれちゃった！？」 - Tokudane! Raara no himitsu barechatta!?                                     | 18 ottobre 2014   |         |
| 17                            | Il terrore di Halloween! Jack・OH! Ran-tan!? 「恐怖のハロウィン！ジャック・ＯＨ！蘭たん！？」 - Kyōfu no Harouin! Jakku-OH! Ran-tan!?                                      | 25 ottobre 2014   |         |
| 18                            | Reona, scatto a piena forza! 「レオナ、全力ダッシュなの！」 - Reona, zenryoku dasshu na no!                                                                                | 1º novembre 2014  |         |
| 19                            | Mirei e Kuma, l'incontro del destino-Pri-kuma! 「みれぃとクマ、運命の出会いぷりクマ！」 - Mirei to Kuma, unmei no deai-puri-kuma!                                          | 8 novembre 2014   |         |
| 20                            | Pasta VS Ninja! 「パスタＶＳ忍者！」 - Pasuta VS Ninja! | 15 novembre 2014  |         |
| 21                            | Scioglimento!? Le guardie del corpo di Sophy 「解散！？そふぃ様親衛隊」 - Kaisan!? Sofi-sama shin'entai                                                                    | 22 novembre 2014  |         |
| 22                            | Il live al festival scolastico-kuma! 「学園祭でライブクマ～！」 - Gakuensai de raibu-kumā!                                                                                 | 29 novembre 2014  |         |
| 23                            | L'ultimo giorno di PriPara-dessu wa! 「プリパラ最後の日でっすわ！」 - Puripara saigo no hi dessu wa!                                                                       | 6 dicembre 2014   |         |
| 24                            | Addio, PriPara 「さよなら、プリパラ」 - Sayonara, Puripara | 13 dicembre 2014  |         |
| 25                            | Christmas Present For You! 「クリスマスプレゼントフォーユー！」 - Kurisumasu puresento fō yū!                                                                              | 20 dicembre 2014  |         |
| 26                            | Quella ragazza sta per debuttare-dechu 「いよいよあの子がデビューでちゅ」 - Iyoiyo anoko ga debyū dechu                                                                    | 27 dicembre 2014  |         |
| 27                            | Il capito del nuovo anno! 「あけおめでかしこま！」 - Akeome de kashikoma!                                                                                                  | 10 gennaio 2015   |         |
| 28                            | PriPara Igo con i panda 「プリパラ 囲碁パンダでございます」 - Puripara Igo Panda de gozaimasu                                                                              | 17 gennaio 2015   |         |
| 29                            | EZ DO Glosercise 「ＥＺ ＤＯ グロササイズ」 - EZ DO Gurosasaizu | 24 gennaio 2015   |         |
| 30                            | Batticuore! A chi appartiene il Paradise Coord!? 「ドキドキ！パラダイスコーデは誰のもの！？」 - Dokidoki! Paradaisu kōde wa dare no mono!?                                 | 31 gennaio 2015   |         |
| 31                            | Smile! SoLaMi♡SMILE 「スマイル！そらみ♡スマイル」 - Sumairu! SoRaMi♡Sumairu                                                                                                | 7 febbraio 2015   |         |
| 32                            | Mirei smette di dire "Pri" 「みれぃ、ぷりやめるってよ」 - Mirei, puri yamerutte yo                                                                                         | 14 febbraio 2015  |         |
| 33                            | Laala, raccontami di più su di te 「らぁらのこと、おしえて」 - Raara no koto, oshiete                                                                                      | 21 febbraio 2015  |         |
| 34                            | Gli amici di Falulu 「ファルルのトモダチ」 - Faruru no tomodachi | 28 febbraio 2015  |         |
| 35                            | L'ultima battaglia sul palco! 「最後のステージバトル！」 - Saigo no sutēji batoru!                                                                                         | 7 marzo 2015      |         |
| 36                            | Falulu, svegliati dechu-!! 「ファルル、目覚めるでちゅーっ！！」 - Faruru, mezameru dechū-!!                                                                                | 14 marzo 2015     |         |
| 37                            | Chiediamo un miracolo! Miracle Live 「奇跡よ起これ！ミラクルライブ」 - Kiseki yo hokore! Mirakuru Raibu                                                                    | 21 marzo 2015     |         |
| 38                            | Tutti amici, capito! 「み～んなトモダチ、かしこま！」 - Mi~nna tomodachi, kashikoma!                                                                                       | 28 marzo 2015     |         |
| Seconda stagione (51 episodi) | |                   |         |
| 39                            | Ho iniziato ancora ad essere una idol!? 「またまたアイドル始めちゃいました！？」 - Mata mata aidoru hajimechaimashita!?                                                    | 4 aprile 2015     |         |
| 40                            | L'angelo e il demone Nekoo~n 「天使と悪魔ねこぉ～ん」 - Tenshi to akuma Nekoo~n                                                                                            | 11 aprile 2015    |         |
| 41                            | Il live da solista maledetto-pri! 「のろわれたソロライブぷり！」 - Norowareta Soro Raibu-puri!                                                                             | 18 aprile 2015    |         |
| 42                            | L'uomo arrivato dal Prasile 「プラジルから来た男」 - Purajiru kara kita otoko                                                                                              | 25 aprile 2015    |         |
| 43                            | Le numero uno del Dream Theater! Kuma! 「ドリームシアター一番乗り！クマ！」 - Dorīmu shiatā ichiban nori! Kuma!                                                            | 2 maggio 2015     |         |
| 44                            | Da ora in poi, addio-usa!? 「イゴ、さらばウサ！？」 - Igo, saraba usa!? | 9 maggio 2015     |         |
| 45                            | Il demone della classe accanto ~nano! 「となりのクラスの悪魔なの」 - Tonari no kurasu no akuma na no                                                                       | 16 maggio 2015    |         |
| 46                            | Devi&An prescolari! Cra? 「でび＆えん保育園！ケロ？」 - Debi & En hoikuen! Kero?                                                                                           | 23 maggio 2015    |         |
| 47                            | Che sia un segreto per Aroma ~nano♪ 「あろまにはナイショなの♪」 - Aroma ni wa naisho na no♪                                                                                | 30 maggio 2015    |         |
| 48                            | 6 giugno, la disgregazione delle idol 「６月６日、絶交アイドル」 - Rokugatsu muika, zekkō aidoru                                                                           | 6 giugno 2015     |         |
| 49                            | È la mia sorellina 「いもうとよ」 - Imōto yo | 13 giugno 2015    |         |
| 50                            | Fuwari, la ragazza delle Palpi 「パルプスの少女ふわり」 - Parupusu no shōjo Fuwari                                                                                         | 20 giugno 2015    |         |
| 51                            | Il principe e l'uccellino blu della sfortuna 「プリンス様と不幸せの青い鳥」 - Purinsu-sama to fushiawase no aoi tori                                                       | 27 giugno 2015    |         |
| 52                            | Fuwari danza! Il primo live ~tori! 「ふわり舞う！初ライブトリ！」 - Fuwari mau! Hatsu raibu tori!                                                                          | 4 luglio 2015     |         |
| 53                            | Tutti sotto un ordine di proibizione di PriPara 「み～んなプリパラ禁止命令」 - Mi~nna Puripara kinshi meirei                                                               | 11 luglio 2015    |         |
| 54                            | Il museo del demone ~kuma! 「あくまのミュージアムクマ！」 - Akuma no myūjiamu kuma!                                                                                        | 18 luglio 2015    |         |
| 55                            | Il principe e la capra e l'appuntamento e io 「プリンスとヤギとデートと私」 - Purinsu to yagi to dēto to watashi                                                           | 25 luglio 2015    |         |
| 56                            | Corri! Summer Dream Grand Prix! 「走れ！サマドリグランプリ！」 - Hashire! Samadoriguranpuri!                                                                               | 1º agosto 2015    |         |
| 57                            | Un genio cos'è ~panda? 「ジーニアスって何パンダ？」 - Jīniasutte nani panda?                                                                                               | 8 agosto 2015     |         |
| 58                            | È tornata Falulu ~dechu 「かえってきたファルルでちゅ」 - Kaettekita Faruru dechu                                                                                           | 15 agosto 2015    |         |
| 59                            | Delle volte Gaaruru 「はれときどきガァルル」 - Hare tokidoki Gaaruru | 22 agosto 2015    |         |
| 60                            | È estate! In piscina love MAX! 「夏だ！プールでラブＭＡＸ！」 - Natsu da! Pūru de rabu MAX!                                                                                | 29 agosto 2015    |         |
| 61                            | Cool Scandal ☆ Mi scuserò con piacere 「クールスキャンダル☆恐縮です」 - Kūru sukyandaru ☆ kyōshuku desu                                                                    | 5 settembre 2015  |         |
| 62                            | Sion VS Hibiki 「シオンＶＳひびき」 - Shion VS Hibiki | 12 settembre 2015 |         |
| 63                            | I Friends Tickets salveranno il mondo 「トモチケは世界を救う」 - Tomochike wa sekai wo sukuu                                                                               | 19 settembre 2015 |         |
| 64                            | Ham ed Ajimi 「ハムとあじみ」 - Hamu to Ajimi | 26 settembre 2015 |         |
| 65                            | Il Coord Da Vinci 「ダ・ヴィンチ・コーデ」 - Da Vinchi Kōde | 5 ottobre 2015    |         |
| 66                            | Il Terra-cosmic Grand Prix autunnale! 「秋のテラコズミックグランプリ！」 - Aki no Tera Kozumikku Guran Puri!                                                               | 12 ottobre 2015   |         |
| 67                            | Un mega genio cos'è ~panda? 「めがジーニアスって何パンダ？」 - Mega jīniasutte nani panda?                                                                                 | 19 ottobre 2015   |         |
| 68                            | Ehilà! Happy Halloween ~nya 「ほら～！ハッピーハロウィンにゃ」 - Hora! Happī Harouin nya                                                                                   | 26 ottobre 2015   |         |
| 69                            | La pericolosa PriPara Police, sirene in prima linea 「あぶないプリパラポリス最前線にほえろ」 - Abunai Puripara porisu saizensen ni hoero                                   | 2 novembre 2015   |         |
| 70                            | Principessa Falulu 「プリンセス・ファルル」 - Purinsesu Faruru | 9 novembre 2015   |         |
| 71                            | Una promessa di compleanno, capito! 「誕生日の約束、かしこまっ！」 - Tanjōbi no yakusoku, kashikoma!                                                                       | 16 novembre 2015  |         |
| 72                            | Mistero capito: il caso degli incidenti seriali Da Vinci 「かしこまミステリー プリパラ連続ダ・ヴィンチ事件」 - Kashikoma misuterī Puripara renzoku Da Vinchi jiken         | 23 novembre 2015  |         |
| 73                            | L'appuntamento di debutto di quella ragazza 「彼女がデビューする日」 - Kanojo ga debyū suru hi                                                                             | 30 novembre 2015  |         |
| 74                            | La splendida vita ordinaria di Hibiki Shikyoin 「紫京院ひびきの華麗なる日常」 - Shikyōin Hibiki no kareinaru nichijō                                                       | 7 dicembre 2015   |         |
| 75                            | Going・My Way 「イゴーイング・マイウェイ」 - Igōingu Mai Uei | 14 dicembre 2015  |         |
| 76                            | Happy Bye Bye Xmas ~nano 「ハッピーバイバイＸマスなの」 - Happī Baibai Xmasu na no                                                                                         | 21 dicembre 2015  |         |
| 77                            | La resa dei conti! Winter Grand Prix 「対決！ウィンターグランプリ」 - Taiketsu! Uintā Guran Puri                                                                           | 4 gennaio 2016    |         |
| 78                            | Let's Go! CelePara!! 「レッツ・ゴー！セレパラ！！」 - Rettsu gō! Serepara!!                                                                                                | 11 gennaio 2016   |         |
| 79                            | La fine delle idol ~pri 「アイドル終了ぷり」 - Aidoru shūryō puri | 18 gennaio 2016   |         |
| 80                            | Pop・Step・Gaaruru 「ポップ・ステップ・ガァルル」 - Poppu・Suteppu・Gaaruru                                                                                                | 25 gennaio 2016   |         |
| 81                            | Ho iniziato ad essere una idol del sottosuolo! 「地下アイドル始めました」 - Chika aidoru hajimemashita                                                                     | 1º febbraio 2016  |         |
| 82                            | Il giorno della divinizzazione delle Gaarumageddon 「ガァルマゲドンのデビタインデー」 - Gaarumagedon no debitain dē                                                        | 8 febbraio 2016   |         |
| 83                            | Kurukuru-chan di Persailles ~da Vinci 「ベルサイユのくるくるちゃんダヴィンチ！」 - Perusaiyu no Kurukuru-chan da Vinchi!                                                   | 15 febbraio 2016  |         |
| 84                            | Pop・Step・PriPriPri! 「ポップ・ステップ・ぷりぷりぷり！」 - Poppu・Suteppu・PuriPuriPuri!                                                                                 | 22 febbraio 2016  |         |
| 85                            | La vendetta delle Celebrity 4 「逆襲のセレブリティ４」 - Gyakushū no sereburiti 4                                                                                          | 29 febbraio 2016  |         |
| 86                            | Afferra, il Grand Prix primaverile! 「つかめ、春のグランプリ！」 - Tsukame, haru no Guran Puri!                                                                            | 7 marzo 2016      |         |
| 87                            | Alla fine del Gobi 「語尾の果て」 - Gobi no hate | 14 marzo 2016     |         |
| 88                            | Suona la campana dei miracoli! 「キセキの鐘をならせ！」 - Kiseki no kane wo narase!                                                                                        | 21 marzo 2016     |         |
| 89                            | Tutti sono amici! Tutti sono idol! 「み～んなトモダチ！み～んなアイドル！」 - Mi~nna tomodachi! Mi~nna aidoru!                                                             | 28 marzo 2016     |         |
| Terza stagione (51 episodi)   | |                   |         |
| 90                            | Ho iniziato ad essere un'idol divina!? 「神アイドル始めちゃいました！？」 - Kami aidoru hajimechaimashita!?                                                                | 5 aprile 2016     |         |
| 91                            | Ho iniziato ad essere un'idol mamma!? 「ママアイドル始めちゃいました！？」 - Mama aidoru hajimechaimashita!?                                                               | 12 aprile 2016    |         |
| 92                            | La Superiore Cool Butterfly 「ちょう絶クール蝶(バタフライ)」 - Chouzetsu Kūru Batafurai                                                                                    | 19 aprile 2016    |         |
| 93                            | La grande avventura di Jewlulu 「ジュルルの大冒険」 - Jururu no daibōken                                                                                                   | 26 aprile 2016    |         |
| 94                            | Come on, come on ・ Kanon! 「カモンカモン・かのん！」 - Kamon kamon Kanon!                                                                                                 | 3 maggio 2016     |         |
| 95                            | La perfetta mamma Mirei! 「かんぺきママみれぃ！」 - Kanpeki mama Mirei! | 10 maggio 2016    |         |
| 96                            | Ne ho abbastanza delle Aroma Cards! 「アロマットカードでモーたいへん！」 - Aromatto Kādo de mō taihen!                                                                     | 17 maggio 2016    |         |
| 97                            | Super Miracolosa Deliziosa Pesca 「スーパーミラクルうめぇピーチ」 - Sūpā Mirakuru Umee Pīchi                                                                               | 24 maggio 2016    |         |
| 98                            | Avere tre ruoli da sola non è affatto facile! 「ひとり三役は大変なのん！」 - Hitori sanyaku wa taihen na non!                                                              | 31 maggio 2016    |         |
| 99                            | Giovinezza Jumping Snapping! 「青春ジャンピンスナッピン！」 - Seishun janpin sunappin!                                                                                     | 7 giugno 2016     |         |
| 100                           | Tension 100 MAX! 「テンション１００ＭＡＸだよ！」 - Tenshon 100 MAX da yo!                                                                                                 | 14 giugno 2016    |         |
| 101                           | È qui! Il Divino Idol Grand Prix! 「キタ！神アイドルグランプリ！」 - Kita! Kami Aidoru Guran Puri!                                                                         | 21 giugno 2016    |         |
| 102                           | L'apparizione in continua evoluzione! Jewel Change~poyo♡ 「変幻自在！ジュエルチェンジぽよ♡」 - Hengen jizai! Jueru Chenji-poyo♡                                            | 28 giugno 2016    |         |
| 103                           | Ho iniziato ad essere un'idol fallita (T T) 「落第アイドル始めちゃいました(T T)」 - Rakudai aidoru hajimechaimashita (T T)                                                 | 5 luglio 2016     |         |
| 104                           | LOVE! Color demone! Con la magia, il demone potrà fare di tutto! 「ＬＯＶＥ！デビル色！魔力があればなんでもデビル！」 - LOVE! Debiru-iro! Maryoku ga arebe nandemo debiru! | 12 luglio 2016    |         |
| 105                           | Gaaruru, svegliati -dechu!! 「ガァルル、目覚めるでちゅーっ！！」 - Gaaruru, mezameru-dechū-!!                                                                              | 19 luglio 2016    |         |
| 106                           | Il Divino Idol Grand Prix è finito 「神アイドルグランプリ終了です」 - Kami Aidoru Guran Puri shūryō desu                                                                   | 26 luglio 2016    |         |
| 107                           | Riunione d'emergenza! È un manager talentoso ~kuma! 「緊急会議！びんわんマネージャーだクマ！」 - Kinkyū kaigi! Binwan manējā da-kuma!                                      | 2 agosto 2016     |         |
| 108                           | PriParis è tornata 「帰ってきたプリパリ」 - Kaettekita PuriPari | 9 agosto 2016     |         |
| 109                           | Un SOS dalla Sapana 「サパンナからＳＯＳ」 - Sapanna kara SOS | 16 agosto 2016    |         |
| 110                           | Il torneo di nuovo-pri! Go! 「水泳大会ぷり！イゴ！」 - Suiei taikai-puri! Igo!                                                                                             | 23 agosto 2016    |         |
| 111                           | Il ladro balia Maho-Chan 「子連れ怪盗まほちゃん」 - Kodzure Kaitō Maho-chan                                                                                                | 30 agosto 2016    |         |
| 112                           | Koi Koi Jewlulu 「恋恋ジュルル」 - Koi koi Jururu | 6 settembre 2016  |         |
| 113                           | La frizzante Chili-chan 「ちりちりちりちゃん」 - Chirichiri Chiri-chan | 13 settembre 2016 |         |
| 114                           | Sbrighiamoci! Il Divino Idol Grand Prix! 「急げ！神アイドルグランプリ！」 - Isoge! Kami Aidoru Guran Puri!                                                                 | 20 settembre 2016 |         |
| 115                           | Risuona! Il Divino Idol Grand Prix! 「ひびけ！神アイドルグランプリ！」 - Hibike! Kami Aidoru Guran Puri!                                                                   | 27 settembre 2016 |         |
| 116                           | I manager scomparsi! La misteriosa ragazza della Sapana 「消えたマネージャー！謎のサパンナ少女」 - Kieta manējā! Nazo no Sapanna shōjo                                     | 4 ottobre 2016    |         |
| 117                           | La dea ha cominciato ad essere un'idol 「女神、アイドル始めちゃいました」 - Megami, aidoru hajimechaimashita                                                               | 11 ottobre 2016   |         |
| 118                           | La sorellona, la sorellina, la principessa e la bestia 「姉と妹と姫と野獣」 - Ane to imōto to hime to yajū                                                                 | 18 ottobre 2016   |         |
| 119                           | Ehilà~! Le Hallomageddon Nya 「ほら～！ハロマゲドンにゃ」 - Hora~! Haromagedon-nya                                                                                         | 25 ottobre 2016   |         |
| 120                           | Non essere dolce, Nonsugar 「甘くはいかないノンシュガー」 - Amaku wa ikanai Non Shugā                                                                                      | 1º novembre 2016  |         |
| 121                           | Risvegliati! Il Dress Design della dea 「めざめよ！女神のドレスデザイン」 - Mezame yo! Megami no doresu dezain                                                             | 8 novembre 2016   |         |
| 122                           | Il capito fraterno 「姉妹でかしこまっ！」 - Shimai de kashikoma! | 15 novembre 2016  |         |
| 123                           | Nonsugar verso la deriva 「ノンシュガー漂流記」 - Non Shugā hyōryūki | 22 novembre 2016  |         |
| 124                           | Jewlie e Janis 「ジュリィとジャニス」 - Jurī to Janisu | 29 novembre 2016  |         |
| 125                           | Let's Live! Sei il protagonista, ovviamente! 「レッツ・ライブ！主役はもちろん君さ！」 - Rettsu Raibu! Shuyaku wa mochiron kimi sa!                                         | 6 dicembre 2016   |         |
| 126                           | Merry・Grand Prix! 「メリー・グランプリ！」 - Merī Guranpuri! | 13 dicembre 2016  |         |
| 127                           | Il Grand Prix non è affatto dolce ~ucha 「グランプリは甘くないウチャ」 - Guranpuri wa amakunai-ucha                                                                        | 20 dicembre 2016  |         |
| 128                           | Addio Usacha…. 「さよならウサチャ⋯。」 - Sayonara Usacha…. | 27 dicembre 2016  |         |
| 129                           | Una chance per tutti!? Il Revenge Live! 「み～んなにチャンス！？リベンジライブ！」 - Mi~nna ni chansu!? Ribenji raibu!                                                     | 10 gennaio 2017   |         |
| 130                           | I sentimenti della dea, il giuramento della mamma 「女神の想い、ママの誓い」 - Megami no omoi, mama no chikai                                                              | 17 gennaio 2017   |         |
| 131                           | Paradiso ed inferno? La notte prima della battaglia decisiva! 「天国と地獄？決戦前夜！」 - Tengoku to jigoku? Kessen zenya!                                                | 24 gennaio 2017   |         |
| 132                           | La battaglia decisiva del Rockin・Gaajira 「ロッキン・ガァジラ大決戦」 - Rokkin Gaajira daikessen                                                                          | 31 gennaio 2017   |         |
| 133                           | Oltre i Gobi 「語尾の彼方」 - Gobi no kanata | 7 febbraio 2017   |         |
| 134                           | Il giorno di San Valentino non è affatto dolce 「バレンタインは甘くない」 - Barentain wa amakunai                                                                          | 14 febbraio 2017  |         |
| 135                           | Smile 0% 「スマイル０％」 - Sumairu 0% | 21 febbraio 2017  |         |
| 136                           | Tre anni di Teppan 「３年目のテッパン」 - Sannenme no teppan | 28 febbraio 2017  |         |
| 137                           | La battaglia decisiva! L'Idol Divina 「決戦！神アイドル」 - Kessen! Kami aidoru                                                                                            | 7 marzo 2017      |         |
| 138                           | È nata!? L'Idol Divina! 「誕生！？神アイドル！」 - Tanjō!? Kami aidoru! | 14 marzo 2017     |         |
| 139                           | I Friend You 「愛フレンド友」 - Ai furendo yū | 21 marzo 2017     |         |
| 140                           | Tutti sono amici! Per sempre amici! 「み～んなトモダチ！ず～っとトモダチ！」 - Mi~nna tomodachi! Zu~tto tomodachi!                                                         | 28 marzo 2017     |         |

### Colonna sonora
Sigla di apertura
- Make it!, di i☆Ris (ep. 1-13)
- Miracle☆Paradise (ミラクル☆パラダイス?), di i☆Ris (ep. 14-26)
- Realize!, di i☆Ris (ep. 27-38)
- Dream Parade (ドリームパレード?), di i☆Ris (ep. 39-64)
- Bright Fantasy (ブライトファンタジー?), di i☆Ris (ep. 65-77)
- Goin'on, di i☆Ris (ep. 78-89)
- Ready Smile!!, di i☆Ris (ep. 90-102)
- Brand New Dreamer, di Laala (Himika Akenaya) with Triangle (Minami Tanaka) (ep. 103-106, 113, 120-121, 128-129), with Junon (ep. 107-108, 114-115, 122-123), with Pinon (ep. 109-110, 116-117, 124-125), with Kanon (ep. 111-112, 118-119, 126-127)
- Shining Star, di i☆Ris (ep. 131-140)

Sigla di chiusura
- Jumpin'! Dancin'!, di Prizmmy☆ (ep. 1-13)
- Kiraki Runway☆ (キラキランウェイ☆?), di Prism☆Box (ep. 14-26)
- I Just Wanna Be With You ~Virtual to Real no hazama de~ (Ｉ Ｊｕｓｔ Ｗａｎｎａ Ｂｅ Ｗｉｔｈ Ｙｏｕ ～仮想と真実の狭間で～?), di Prizmmy☆ (ep. 27-38)
- Idol kinryoku♥Lesson Go! (アイドルキンリョク♥ＬｅｓｓｏｎＧＯ！?), di Laala with Prism☆Idol kenkyūsei's (ep. 39-51)
- Mune kyun Love Song (胸キュンＬｏｖｅ Ｓｏｎｇ?), di SUPER☆GiRLS (ep. 52-64)
- Rainbow Melody♪ (レインボウ・メロディー♪?), di PriPara Dream☆All Stars (ep. 65-70, 72, 74-77)
- ThankYou ♥ Birthday, di Laala (Himika Akenaya) (ep. 71)
- Pure Amore Ai (純・アモーレ・愛?), di Hibiki Shikyōin (Mitsuki Saiga) (ep. 73)
- LOVE TROOPER, di Prizmmy☆ (ep. 78-89)
- PriPara☆Dancing!!! (プリパラ☆ダンシング！！！?), di Laala (Himika Akenaya) & Gaaruru (Asami Sanada) (ep. 90-115)
- Growin' Jewel!, di SoLaMiDressing (ep. 116-121, 123-131, 133-134, 136-139), DressingPafé (ep. 132), SoLaMi♡SMILE (ep. 135)
- Brand New Dreamer, di Laala (Himika Akenaya) with Kanon (Minami Tanaka) (ep. 122)